# Pont de Neuilly (metropolitana di Parigi)
Pont de Neuilly è una stazione della linea 1 della metropolitana di Parigi. 
Serve il comune di Neuilly-sur-Seine.

## Storia
Prende il nome da un ponte situato nel comune, vicino al viale di Madrid, capitale della Spagna.
La stazione è stata il capolinea occidentale della linea 1 dal 1937 al 1992, quando è stato aperto il tratto fino a La Défense. Al di sopra della stazione vi è una zona dalla quale si può vedere l'area de La Défense.